# Inia Te Wiata
Inia Watene Tauhia Te Wiata, né le 10 juin 1915 à Otaki et mort le 26 juin 1971,  est un chanteur d'opéra néo-zélandais (maori), baryton-basse, également acteur.

## Biographie
Il a été adopté whāngai.

## Filmographie
- Sands of the Desert (1960)
- Les Enfants du capitaine Grant (1962)